# Sami Repo
Sami Repo (* 8. November 1971 in Simpele) ist ein ehemaliger finnischer Skilangläufer.

## Werdegang
Repo, der für den Joensuun Kataja startete, trat international erstmals bei den Nordischen Junioren-Skiweltmeisterschaften 1991 in Reit im Winkl in Erscheinung. Dort gewann er die Bronzemedaille über 10 km klassisch. Seine ersten Weltcuprennen lief er im Februar 1992 in Lahti, die er auf dem 47. Platz über 15 km klassisch und auf dem 15. Rang mit der Staffel beendete. Im März 1993 erreichte er in Lahti mit Platz drei mit der Staffel seine erste Podestplatzierung im Weltcup. Seine ersten Weltcuppunkte holte er im Januar 1994 in Kawgolowo mit dem 11. Platz über 15 km klassisch. Bei seiner ersten den Olympiateilnahme 1994 in Lillehammer gelang ihn der 37. Platz über 50 km klassisch. Im März 1994 holte er in Lahti mit der Staffel seinen ersten Weltcupsieg. In der Saison 1994/95 gewann er mit der Staffel in Oslo und belegte jeweils mit der Staffel den zweiten Platz in Sappada und den dritten Platz in Sapporo. Sein bestes Ergebnis im Weltcupeinzel war der 12. Platz über 15 km Freistil in Sapporo. Bei den Nordischen Skiweltmeisterschaften 1995 in Thunder Bay errang er den 43. Platz über 50 km Freistil. Zu Beginn der Saison 1995/96 erreichte er in Vuokatti mit Platz drei über 10 km klassisch seine erste Podestplatzierung im Weltcupeinzel. Im weiteren Saisonverlauf kam er bei allen Teilnahmen im Weltcup in die Punkteränge und belegte damit den 17. Platz im Gesamtweltcup. Zudem gewann er jeweils mit der Staffel in Davos und in Nové Město und errang in Oslo den dritten Platz mit der Staffel. In der folgenden Saison lief er im Weltcupeinzel dreimal unter die ersten Zehn und siegte jeweils mit der Staffel in Kiruna und in Davos. Beim Saisonhöhepunkt den Nordischen Skiweltmeisterschaften 1997 in Trondheim belegte er den 19. Platz über 10 km klassisch und den 13. Rang in der anschließenden Verfolgung. Die Saison beendete er auf dem 15. Platz im Gesamtweltcup und auf dem neunten Rang im Sprintweltcup.
In der Saison 1997/98 wurde Repo in Beitostølen Zweiter mit der Staffel und holte in Lahti seinen siebten Weltcupsieg. Im Weltcupeinzel kam er bei zehn Teilnahmen, viermal in die Punkteränge und erreichte damit den 37. Platz im Gesamtweltcup. Bei den Olympischen Winterspielen 1998 in Nagano holte er die Bronzemedaille mit der Staffel. Zudem errang er dort den 34. Platz über 30 km klassisch, den 20. Platz in der Verfolgung und den 18. Platz über 10 km klassisch. Nach Platz drei über 10 km Freistil in Muonio zu Beginn der Saison 1998/99, lief er fünfmal in den Punkterängen und belegte damit den 30. Platz im Gesamtweltcup. Bei den Nordischen Skiweltmeisterschaften 1999 in Ramsau am Dachstein kam er auf den 62. Platz über 10 km klassisch, auf den 36. Rang in der Verfolgung und auf den fünften Platz mit der Staffel. Im März 1999 wurde er in Falun Zweiter mit der Staffel. In der folgenden Saison holte er bei allen 14 Teilnahmen im Weltcupeinzel Punkte. Dabei erreichte er drei Top-Zehn-Platzierungen und errang zum Saisonende den 17. Platz im Gesamtweltcup. Zudem belegte er im März 2000 in Lahti den zweiten Platz mit der Staffel. Zu Beginn der Saison 2000/01 lief er in Beitostølen mit der Staffel und über 10 km Freistil jeweils auf den zweiten Platz. Es folgten sechs Ergebnisse in den Punkteränge und zum Saisonende der 23. Platz im Gesamtweltcup. Bei den Nordischen Skiweltmeisterschaften 2001 in Lahti belegte er jeweils den 11. Platz über 15 km klassisch und im Skiathlon. Seine besten Resultate bei den Olympischen Winterspielen 2002 in Salt Lake City waren der 21. Platz im Sprint und der 11. Rang mit der Staffel. Bei den Nordischen Skiweltmeisterschaften 2003 im Val di Fiemme gelang ihn der 42. Platz über 15 km klassisch, der 25. Rang im Skiathlon und der sechste Platz mit der Staffel. Sein letztes Weltcuprennen lief er im März 2004 in Lahti über 15 km klassisch, welches er vorzeitig beendete. Bei finnischen Meisterschaften siegte er dreimal über 50 km (1997, 1998, 2002), zweimal in der Verfolgung (2002, 2003), zweimal mit der Staffel (2001, 2004) und im Jahr 2004 jeweils über 10 km und über 30 km.

## Teilnahmen an Weltmeisterschaften und Olympischen Winterspielen

### Olympische Spiele
- 1994 Lillehammer: 37. Platz 50 km klassisch
- 1998 Nagano: 3. Platz Staffel, 18. Platz 10 km klassisch, 20. Platz 25 km Verfolgung, 34. Platz 30 km klassisch
- 2002 Salt Lake City: 11. Platz Staffel, 21. Platz Sprint Freistil, 31. Platz 20 km Skiathlon, 40. Platz 30 km Freistil Massenstart

### Nordische Skiweltmeisterschaften
- 1995 Thunder Bay: 43. Platz 50 km Freistil
- 1997 Trondheim: 13. Platz 25 km Verfolgung, 19. Platz 10 km klassisch
- 1999 Ramsau: 5. Platz Staffel, 36. Platz 25 km Verfolgung, 62. Platz 10 km klassisch
- 2001 Lahti: 11. Platz 15 km klassisch, 11. Platz 20 km Skiathlon
- 2003 Val di Fiemme: 6. Platz Staffel, 25. Platz 20 km Skiathlon, 42. Platz 15 km klassisch

## Weltcupsiege im Team
| Nr. | Datum             | Ort        | Disziplin           |
| --- | ----------------- | ---------- | ------------------- |
| 1.  | 4. März 1994      | Lahti      | 4 × 10 km Staffel 1 |
| 2.  | 12. Februar 1995  | Oslo       | 4 × 10 km Staffel 2 |
| 3.  | 10. Dezember 1995 | Davos      | 4 × 10 km Staffel 3 |
| 4.  | 14. Januar 1996   | Nové Město | 4 × 10 km Staffel 4 |
| 5.  | 24. November 1996 | Kiruna     | 4 × 10 km Staffel 4 |
| 6.  | 8. Dezember 1996  | Davos      | 4 × 10 km Staffel 4 |
| 7.  | 6. März 1998      | Lahti      | 4 × 10 km Staffel 4 |

## Platzierungen im Weltcup

### Weltcup-Statistik
Die Tabelle zeigt die erreichten Platzierungen im Einzelnen.
- 1.–3. Platz: Anzahl der Podiumsplatzierungen
- Top 10: Anzahl der Platzierungen unter den ersten zehn
- Punkteränge: Anzahl der Platzierungen innerhalb der Punkteränge
- Starts: Anzahl gelaufener Rennen in der jeweiligen Disziplin
- Hinweis: Bei den Distanzrennen erfolgt die Einordnung gemäß FIS.

| Platzierung         | Distanzrennen a | Distanzrennen a | Distanzrennen a | Distanzrennen a | Distanzrennen a | Skiathlon Verfolgung | Sprint | Etappen- rennen b | Gesamt | Team c | Team c  |
| Platzierung         | ≤ 5 km          | ≤ 10 km         | ≤ 15 km         | ≤ 30 km         | > 30 km         | Skiathlon Verfolgung | Sprint | Etappen- rennen b | Gesamt | Sprint | Staffel |
| ------------------- | --------------- | --------------- | --------------- | --------------- | --------------- | -------------------- | ------ | ----------------- | ------ | ------ | ------- |
| 1. Platz            |                 |                 |                 |                 |                 |                      |        |                   |        |        | 7       |
| 2. Platz            |                 | 1               |                 |                 |                 |                      |        |                   | 1      |        | 5       |
| 3. Platz            |                 | 2               |                 |                 |                 |                      |        |                   | 2      | 1      | 3       |
| Top 10              |                 | 10              | 1               | 2               |                 | 1                    |        |                   | 14     | 1      | 30      |
| Punkteränge         |                 | 19              | 21              | 11              | 1               | 11                   | 6      |                   | 69     | 2      | 33      |
| Starts              |                 | 24              | 30              | 15              | 5               | 16                   | 6      |                   | 96     | 2      | 33      |
| Stand: Karriereende |                 |                 |                 |                 |                 |                      |        |                   |        |        |         |

### Weltcup-Gesamtplatzierungen
| Saison    | Gesamt | Gesamt | Distanz | Distanz     | Sprint | Sprint |
| Saison    | Punkte | Platz  | Punkte  | Platz       | Punkte | Platz  |
| --------- | ------ | ------ | ------- | ----------- | ------ | ------ |
| 1993/94   | 24     | 56.    | –       | –           | –      | –      |
| 1994/95   | 62     | 36.    | –       | –           | –      | –      |
| 1995/96   | 178    | 17.    | –       | –           | –      | –      |
| 1996/97   | 215    | 15.    | 43      | 25. 6       | 140    | 9.     |
| 1997/98   | 59     | 37.    | 26      | 32. 6       | 33     | 37.    |
| 1998/99   | 90     | 30.    | 9       | 57. 6       | 81     | 28.    |
| 1999/2000 | 270    | 17.    | 180 29  | 12. 5 34. 6 | 61     | 24.    |
| 2000/01   | 218    | 23.    | -       | -           | -      | -      |
| 2001/02   | 107    | 46.    | -       | -           | 1      | 74.    |
| 2002/03   | 31     | 73.    | -       | -           | -      | -      |
| 2003/04   | 1      | 151.   | 1       | 112.        | -      | -      |

## Schauspielerische Aktivitäten
Repo betätigte sich auch als Schauspieler in East Bay und Zimmer 301.